# Osmar Maderna
Osmar Héctor Maderna (Pehuajó, 26 febbraio 1918 – Lomas de Zamora, 28 aprile 1951) è stato un pianista, direttore d'orchestra e compositore argentino, scomparso all'età di 33 anni in un incidente aereo.

## Alcune Composizioni
- Jamás retornarás (1942, Tango, testo e musica con Miguel Caló)
- Qué te importa que te llore (1942, Tango, testa e musica in collaborazione con Miguel Caló)
- Trasnochando (1942, Tango, testo con Santiago Adamini e musica di Armando Baliotti)
- Cuento azul (1943, Tango, in collaborazione con Miguel Caló e testo di Julio Jorge Nelson)
- Luna de plata (1943, Vals, testi e musica in collaborazione con Miguel Caló)
- En tus ojos de cielo (1944, Tango, testo di Osmar Maderna e musica di Luis Rubinstein)
- La noche que te fuiste (1945, Tango, testo di José María Contursi)
- Concierto en la luna (1946, Tango strumentale)
- Il volo del calabrone (musica)' (1946, Tango strumentale, arrangiamento della partitura originale di Nikolaj Andreevič Rimskij-Korsakov)
- Rincones de París (1947, Tango, testo di Cátulo Castillo)
- Volvió a llover (1947, Tango, testo di Cátulo Castillo)
- Lluvia de estrellas (1948, Tango strumentale)
- Pequeña (1949, Vals, testo di Homero Expósito)
- Escalas en azul (1950, Tango strumentale)
- Amor sin olvido (Tango, testo di Leopoldo Díaz Vélez)

## Filmografia
Attore
- Al compás de tu mentira (1950)
- El ídolo del tango (1949)

Compositore
- Luminaris (2011)